# Lachnocephala
Lachnocephala là một chi bướm đêm thuộc họ Geometridae.